# Vidisha (stad)
Vidisha, in de oudheid bekend als Besnagar, is een stad in de Indiase staat Madhya Pradesh. Het is de hoofdstad van het gelijknamige district Vidisha. De stad heeft ca 160.000 inwoners en ligt aan de oever van de rivier de Betwa.

## Geboren
- Kailash Satyarthi (1954), mensenrechtenactivist en Nobelprijswinnaar (2014)